# Черепашки-ниндзя (мультсериал, 2012) (4 сезон)
Четвёртый сезон мультсериала «Черепашки-ниндзя» выходил в эфир в США на канале Nickelodeon с 25 октября 2015 года по 26 февраля 2017 года.
Четыре финальных эпизода первоначально был показан в Южной Корее в середине и конце декабря 2016 года. Это единственный сезон серии, в котором части финала транслировались в двух разных неделях.

## История создания
17 июня 2014 года Nickelodeon заказал четвертый сезон Черепашек-ниндзя.
Четвертый сезон Черепашек-ниндзя выходит в эфир на канале Nickelodeon с 25 октября 2015 года.

## Актерский состав

### Главные роли
- Сет Грин — Леонардо (26 серий)
- Шон Астин — Рафаэль (26 серий)
- Грег Сайпс[англ.] — Микеланджело (26 серий)
- Роб Полсен — Донателло, Рафаэль из 80-х (26 серий)

### Повторяющиеся роли
- Мэй Уитман — Эйприл О’Нил (22 серии)
- Джош Пек — Кейси Джонс (20 серий)
- Хун Ли[англ.] — Хамато Йоши / Сплинтер (15 серий)
- Дэвид Теннант — Фугитоид (14 серий)
- Эрик Бауза[англ.] — Тигриный Коготь, Хан, Близнецы Фульчи, Хаммер (9 серий)
- Кевин Майкл Ричардсон — Ороку Саки / Шреддер / Супер Шреддер (9 серий)
- Клэнси Браун — Крис Брэдфорд, Рахзар, Острозуб (7 серий)
- Келли Ху — Караи (7 серий)
- Майкл Дорн — Капитан Мозар (6 серий)
- Фред Таташор — Рокстеди, Череполицый (6 серий)
- Дж. Б.Смув — Бибоп (5 серий)
- Питер Стормаре — Лорд Дрегг (5 серий)
- Гвендалин Йо[англ.] — Шинигами (4 серии)
- Фил ЛаМарр — Стокман-Муха / Бакстер Стокман (4 серии)
- Кристиан Ланц — Саблезуб (4 серии)
- Кит Дэвид — Командор Сал (3 серии)
- Том Кенни — Доктор Тайлер Роквэлл (3 серии)
- Рон Перлман — Армаггон (3 серии)
- Зельда Уильямс — Мона Лиза (3 серии)
- Кори Фельдман — Слэш (3 серии)
- Гилберт Готтфрид — Верховный Крэнг (2 серии)
- Питер Лури[англ.] — Кожеголовый (2 серии)
- Джим Мескимен[англ.] — Карлос Чанг О’Брайн Гамбе, Генерал Грифен (2 серии)
- Нолан Норт — Бишоп, Павн, Крэнги, Утромы (2 серии)
- Робби Рист[англ.] — Мондо Гекко (2 серии)

### Гостевые роли
- Майкл Айронсайд — Император Занморан
- Джефф Беннетт — Скрючинос
- Брайан Блум[англ.] — Дон Визиосо
- Барри Гордон — Донателло из 80-х
- Джон Димаджио — Зино
- Тед Биаселли — Скамбаг
- Эндрю Кишино[англ.] — Фонг
- Кэм Кларк — Леонардо из 80-х
- Таунсенд Колман[англ.] — Микеланджело из 80-х
- Джеффри Комбс — Крысиный Король
- Люси Лоулесс — Хаидрала
- Кейт Микуччи — Рук
- Чарли Мерфи — Бомбабрюх
- Мина Нодзи[англ.] — Алопекс
- Даран Норрис[англ.] — Вертокрыл
- Джим Пиддок[англ.] — Овермозг
- Кассандра Петерсон — Королева Утромов
- Патрик Фрэйли — Крэнг из 80-х
- Дуайт Шульц — Вирм

## Эпизоды
| № общий | № в сезоне | Название                                                                   | Режиссёр                  | Автор сценария                  | Премьера в США        | Премьера в России     | Произв. код | Зрители США (миллионы) |
| --- | ---------- | -------------------------------------------------------------------------- | ------------------------- | ------------------------------- | --------------------- | --------------------- | ----------- | ---------------------- |
| 79 | 1          | «Beyond the Known Universe» «По другую сторону Вселенной»                  | Alan Wan                  | Brandon Auman                   | 25 октября 2015 года  | 17 января 2016 года   | 401         | 1.62                   |
| Черепашки знакомятся со странным инопланетным роботом - Фугитоидом! |            |                                                                            |                           |                                 |                       |                       |             |                        |
| 80 | 2          | «The Moons of Thalos 3» «Луны Талоса 3»                                    | Michael Chang             | John Shirley                    | 1 ноября 2015 года    | 24 января 2016 года   | 402         | 1.66                   |
| Потерпев крушение на покрытой льдом луне вместе со своими врагами, герои должны отложить разногласия в сторону – иначе им не выжить.                                                               |            |                                                                            |                           |                                 |                       |                       |             |                        |
| 81 | 3          | «The Weird World Of Wyrm» «Странный мир Вирма»                             | Sebastian Montes          | Randolph Heard                  | 8 ноября 2015 года    | 31 января 2016 года   | 403         | 1.60                   |
| Найдя гиперкуб, Кейси освобождает Вирма, существо из 4-го измерения. |            |                                                                            |                           |                                 |                       |                       |             |                        |
| 82 | 4          | «The Outlaw Armaggon!» «Незаконный Армаггон!»                              | Alan Wan                  | Gavin Hignight                  | 15 ноября 2015 года   | 7 февраля 2016 года   | 404         | 1.41                   |
| Лорд Дрегг нанимает охотника за головами - акулу Армаггона, чтобы уничтожить Черепах! |            |                                                                            |                           |                                 |                       |                       |             |                        |
| 83 | 5          | «Riddle of the Ancient Aeons» «Загадка древних эпох»                       | Michael Chang             | Brandon Auman                   | 10 января 2016 года   | 14 февраля 2016 года  | 405         | 1.62                   |
| Черепашки оказываются на планете абсолютного зла! |            |                                                                            |                           |                                 |                       |                       |             |                        |
| 84 | 6          | «Journey to the Center of Mikey's Mind» «Путешествие в центр разума Майки» | Sebastian Montes          | Todd Casey                      | 17 января 2016 года   | 21 февраля 2016 года  | 406         | 1.58                   |
| Микроскопические пришельцы проникают в подсознание Микки! |            |                                                                            |                           |                                 |                       |                       |             |                        |
| 85 | 7          | «The Arena of Carnage» «Арена кровавой бойни»                              | Alan Wan                  | Peter Di Cicco                  | 24 января 2016 года   | 28 февраля 2016 года  | 407         | 1.58                   |
| Черепашки захвачены и брошены на боевую Арену Трицератонов! |            |                                                                            |                           |                                 |                       |                       |             |                        |
| 86 | 8          | «The War for Dimension X» «Война за Измерение X»                           | Michael Chang             | Kevin Burke и Chris "Doc" Wyatt | 31 января 2016 года   | 6 марта 2016 года     | 408         | 1.35                   |
| Черепашки должны завоевать доверие Совета Утромов, чтобы найти следующие элемент Генератора Чёрных дыр!                                                                                            |            |                                                                            |                           |                                 |                       |                       |             |                        |
| 87 | 9          | «The Cosmic Ocean» «Космический океан»                                     | Sebastian Montes          | Mark Henry                      | 13 марта 2016 года    | 1 мая 2016 года       | 409         | 1.52                   |
| Команда путешествует по космическому океану. |            |                                                                            |                           |                                 |                       |                       |             |                        |
| 88 | 10         | «Trans-Dimensional Turtles» «Межпространственные черепашки»                | Alan Wan                  | Brandon Auman                   | 27 марта 2016 года    | 1 мая 2016 года       | 410         | 1.53                   |
| Черепашки телепортируются в другое измерение, где они встречают свои копии из 1980-х и работают с ними сообща, чтобы победить Крэнга.                                                              |            |                                                                            |                           |                                 |                       |                       |             |                        |
| 89 | 11         | «Revenge of the Triceratons» «Месть Трицератонов»                          | Michael Chang & Ben Jones | Randolph Heard                  | 3 апреля 2016 года    | 11 сентября 2016 года | 411         | 1.45                   |
| Донателло понимает, что уровень его интеллекта уступает интеллекту Фугитоида, но его интеллект подвергается испытанию, когда Трицератоны атакуют.                                                  |            |                                                                            |                           |                                 |                       |                       |             |                        |
| 90 | 12         | «The Evil of Dregg» «Зло Дрегга»                                           | Sebastian Montes          | Gavin Hignight                  | 10 апреля 2016 года   | 18 сентября 2016 года | 412         | 1.70                   |
| Когда Рафаэль теряет свою боевую харизму, он должен преодолеть свои чувства, чтобы спасти братьев от неминуемой гибели.                                                                            |            |                                                                            |                           |                                 |                       |                       |             |                        |
| 91 | 13         | «The Ever-Burning Fire» «Вечное пламя»                                     | Alan Wan                  | John Shirley                    | 17 апреля 2016 года   | 25 сентября 2016 года | 413         | 1.40                   |
| Команда должна заполучить последнюю часть Генератора Чёрных Дыр, хотя шансов на это практически нет.                                                                                               |            |                                                                            |                           |                                 |                       |                       |             |                        |
| 92 | 14         | «Earth's Last Stand» «Последняя битва Земли»                               | Michael Chang & Ben Jones | Brandon Auman                   | 24 апреля 2016 года   | 2 октября 2016 года   | 414         | 1.64                   |
| Когда команда достигает Земли Фугитоид раскрывает ужасную тайну. |            |                                                                            |                           |                                 |                       |                       |             |                        |
| 93 | 15         | «City of War» «Война в городе»                                             | Sebastian Montes          | Brandon Auman                   | 14 августа 2016 года  | 9 октября 2016 года   | 415         | 1.51                   |
| Когда Эйприл становится настоящей куноичи, у неё появляется враг; Черепашкам предстоит сразиться со старыми врагами!                                                                               |            |                                                                            |                           |                                 |                       |                       |             |                        |
| 94 | 16         | «Broken Foot» «Поверженный Фут»                                            | Alan Wan                  | Peter Di Cicco                  | 21 августа 2016 года  | TBA                   | 416         | 1.46                   |
| Когда Лео тайком объединился с Караи, он оказывается в куда большой опасности, чем он мог себе представить.                                                                                        |            |                                                                            |                           |                                 |                       |                       |             |                        |
| 95 | 17         | «The Insecta Trifecta» «Тройная победа насекомых»                          | Michael Chang & Ben Jones | Kevin Burke & Chris "Doc" Wyatt | 28 августа 2016 года  | TBA                   | 417         | 1.40                   |
| Команда имеет дело с новыми приспешниками Бакстера-мухи, Раф должен победить свой страх перед насекомыми и взять лидерство на себя!                                                                |            |                                                                            |                           |                                 |                       |                       |             |                        |
| 96 | 18         | «Mutant Gangland» «Преступный мир мутантов»                                | Sebastian Montes          | Todd Casey                      | 4 сентября 2016 года  | TBA                   | 418         | 1.20                   |
| Люди Дона Визиозо отслеживают мутантов со смертельным анти-мутантым оружием! |            |                                                                            |                           |                                 |                       |                       |             |                        |
| 97 | 19         | «Bat in the Belfry» «Летучая мышь в Белрфи»                                | Alan Wan                  | Eugene Son                      | 11 сентября 2016 года | TBA                   | 419         | 1.47                   |
| Микеланджело знакомится с парочкой странных супергероев по имени Вертокрыл и Скрючинос.. |            |                                                                            |                           |                                 |                       |                       |             |                        |
| 98 | 20         | «The Super Shredder» «Супер Шреддер»                                       | Rie Koga                  | Brandon Auman                   | 6 ноября 2016 года    | TBA                   | 420         | 1.47                   |
| Черепашки столкнутся с тем, кого они не смогут победить. |            |                                                                            |                           |                                 |                       |                       |             |                        |
| 99 | 21         | «Darkest Plight» «Страшнейшая беда»                                        | Sebastian Montes          | Randolph Heard                  | 13 ноября 2016 года   | TBA                   | 421         | 1.26                   |
| Черепашки разыскивают своего Сэнсея, но вскоре понимают, что сами стали жертвами охоты. |            |                                                                            |                           |                                 |                       |                       |             |                        |
| 100 | 22         | «The Power Inside Here» «Сила внутри Нее»                                  | Alan Wan                  | Peter Di Cicco                  | 20 ноября 2016 года   | TBA                   | 422         | 1.21                   |
| Донателло обеспокоен и решает проверить Эйприл, впоследствии обнаруживая, что её телекинетические способности быстро набирают мощь.                                                                |            |                                                                            |                           |                                 |                       |                       |             |                        |
| 101 | 23         | «Battle of the Tokka and Earth» «Битва Токки и Земли»                      | Rie Koga                  | Gavin Hignight                  | 5 февраля 2017 года   | TBA                   | 423         | 1.23                   |
| Дружба Рафаэля с маленьким Чомпи прерывается вторжением Токки, которая пришла на Землю в поисках его. - Этот эпизод вышел в эфир южнокорейской версии телеканала Nickelodeon 17 декабря 2016 года. |            |                                                                            |                           |                                 |                       |                       |             |                        |
| 102 | 24         | «Tiger Claw's Story» «История Тигриного Когтя»                             | Sebastian Montes          | Mark Henry                      | 12 февраля 2017 года  | TBA                   | 424         | 1.17                   |
| Появляется опасная женщина-мутант по имени Алопекс с личной вендеттой против Тигриного Когтя. |            |                                                                            |                           |                                 |                       |                       |             |                        |
| 103 | 25         | «Requiem» «Реквием»                                                        | Alan Wan                  | Brandon Auman                   | 19 февраля 2017 года  | TBA                   | 425         | 1.01                   |
| Супер Шреддер во все оружие бросает Сплинтеру вызов на решающий бой. - Это первый эфир на Nickelodeon в Южной Корее 30 декабря 2016 года                                                           |            |                                                                            |                           |                                 |                       |                       |             |                        |
| 104 | 26         | «Owari» «Овари»                                                            | Rie Koga                  | Brandon Auman                   | 26 февраля 2017 года  | TBA                   | 426         | 1.23                   |
| После смерти Сплинтера черепашки собираются раз и навсегда покончить со Шреддером. - В этом сезоне финал первого эфира на южнокорейской версии канала Nickelodeon 30 декабря 2016 года.            |            |                                                                            |                           |                                 |                       |                       |             |                        |